# Pseudaclytia unimacula
Pseudaclytia unimacula là một loài bướm đêm thuộc phân họ Arctiinae, họ Erebidae.